# Pendulum (album)
Pendulum je šesté album americké skupiny Creedence Clearwater Revival, vydané v roce 1970 (viz 1970 v hudbě). Album bylo též posledním albem nahraným s doprovodným kytaristou Tomem Fogertym, který skupinu krátce po vydání alba opustil. Skupina pak pokračovala jako trio.
Pendulum je ze všech alb skupin CCR zvukově nejodvážnější a překvapivě trvanlivé, pozoruhodné pro široké používání takových nástrojů jako trumpety a klávesy, na rozdíl od předchozích alb, kde byly dominantní kytary. Na jedné stopě se též objevuje ženský sbor. Mezi několika méně známými Fogertyho drahokamy (Pagan Baby, Sailor's Lament, It's Just a Thought) byly dva top-ten hity, Hey Tonight a Have You Ever Seen the Rain? Obě skladby dosáhly osmé pozice v žebříčku roku 1971.

## Seznam stop

### Strana jedna
všechny skladby napsal John Fogerty
1. Pagan Baby – 6:25
2. Sailor's Lament – 3:49
3. Chameleon – 3:21
4. Have You Ever Seen the Rain? – 2:40
5. (Wish I Could) Hideaway – 3:47

### Strana dvě
1. Born to Move – 5:40
2. Hey Tonight – 2:45
3. It's Just a Thought – 3:56
4. Molina – 2:44
5. Rude Awakening, No. 2 – 6:22

## Obsazení
- Doug Clifford - bicí
- Stu Cook - baskytara
- John Fogerty - kytara, piano, varhany, saxofon, zpěv
- Tom Fogerty - doprovodná kytara, zpěv

## Žebříčky

### Alba
| Rok  | Žebříček        | Pozice |
| ---- | --------------- | ------ |
| 1971 | Black Albums    | #28    |
| 1971 | Pop Albums      | #5     |
| 1971 | UK Album Charts | #23    |

### Singly
| Rok  | Singl                         | Pozice      | Pozice    |
| Rok  | Singl                         | Pop Singles | UK Top 40 |
| ---- | ----------------------------- | ----------- | --------- |
| 1971 | "Hey Tonight"                 | #8          |           |
| 1971 | "Have You Ever Seen The Rain" | #8          | #36       |